# Selección masculina de rugby 7 de Guyana
La selección masculina de rugby 7 de Guyana es el equipo nacional de la modalidad de rugby 7 (7 jugadores).

## Palmarés
- RAN Sevens (6): 2006, 2007, 2009, 2010, 2011, 2014
- Juegos Centroamericanos y del Caribe (1): 2010

## Participación en copas
| - no ha clasificado - Río 2016: no clasificó - Tokio 2020: no clasificó - París 2024: no clasificó - Kuala Lumpur 1998: no clasificó - Manchester 2002: no clasificó - Melbourne 2006: no clasificó - Nueva Delhi 2010: Cuartos de final Bowl - Glasgow 2014: no clasificó - Gold Coast 2018: no clasificó | - Guadalajara 2011: 6º puesto - Toronto 2015: 8º puesto - Lima 2019: 8º puesto - Mayagüez 2010: 1º puesto - Veracruz 2014: no clasificó - Barranquilla 2018: 6º puesto - Seven de Hong Kong 2012: 22° puesto - Seven de Hong Kong 2015: Fase de grupos - Seven de Hong Kong 2017: Fase de grupos |